# Émile Flach
Émile Flach (1860-1959) fue el Primer Ministro de Estado de Mónaco durante el gobierno del príncipe Alberto I de Mónaco, desde febrero de 1911 hasta que fue sustituido en el cargo de Ministro de Estado por Georges Jaloustre en diciembre de 1917.
Años más tarde Émile Flach falleció a la edad de 99 años en 1959.